# پترسون ترکت (کالیفرنیا)
پترسون ترکت (به انگلیسی: Patterson Tract) یک منطقهٔ مسکونی در ایالات متحده آمریکا است که در شهرستان تولار، کالیفرنیا واقع شده‌است. پترسون ترکت ۳٫۷۴۶ کیلومتر مربع مساحت و ۱٬۷۵۲ نفر جمعیت دارد و ۹۹٫۹۸ متر بالاتر از سطح دریا واقع شده‌است.